# Tobias Sammet
Tobias Sammet Beckelmann (Fulda, Alemania, 21 de noviembre de 1977) es un compositor, músico y productor musical alemán. Es vocalista, teclista y compositor de la banda de power metal Edguy, también conocido por su proyecto de opera metal Avantasia en el que han colaborado grandes músicos tales como André Matos, Eric Singer, Jorn Lande, Kai Hansen, Michael Kiske, Roy Khan, Russell Allen, Timo Tolkki, etc. También ha colaborado como vocalista en la pista 2 del álbum "Freedom Rock", de los escandinavos H.e.a.t.

## Biografía
Tobias decide convertirse en cantante a los 9 años tras escuchar el Keeper Of The Seven Keys Part 1 de Helloween. A los diez años se hizo amigo de Jens Ludwig (en la actualidad guitarrista de Edguy), con el que se dedicó a escuchar heavy metal. A los 14 años de Tobias decide formar una banda junto a Jens y Dominik Storch. Tobias hacía las voces e imitaba el sonido de un bajo con su teclado. Su fracaso escolar le empuja a abandonar la escuela para dedicarse desde ese momento de lleno a la música. Después de dos demos, llamados “Evil Minded” (Malvado) y “Children Of Steel” (Niños de Acero), ambos en 1994, Edguy obtiene un contrato discográfico con el sello AFM Records en 1995.

## Discografía

### Edguy
- Savage Poetry (1995)
- Kingdom of Madness (1997)
- Vain Glory Opera (1998)
- Theater of Salvation (1999)
- The Savage Poetry (2000)
- Mandrake (2001)
- HellFire Club (2004)
- Rocket Ride (2006)
- Tinnitus Sanctus (2008)
- Age of the Joker (2011)
- Space Police: Defenders of the Crown (2014)
- Monuments (2017)

### Avantasia
- The Metal Opera (2001)
- The Metal Opera Part II (2002)
- Lost in Space Part I (2007)
- Lost In Space Part II (2007)
- The Scarecrow (2008)
- Angel of Babylon (2010)
- The Wicked Symphony (2010)
- The Mystery Of Time (2013)
- Ghostlights (2016)
- Moonglow (2019)
- A Paranormal Evening With The Moonflower Society (2022)
- Here Be Dragons (2025)

### Productor
- Dionysus - Sign of Truth (2002)

### Como artista invitado
- (Las puertas hacia la melodía del olimpo)
- Squealer - The Prophecy (1999)
- Rhapsody of Fire - Rain of a Thousand Flames (2001)
- Shaaman - Ritual (2002) y RituAlive (2003)
- Aina - Days of Rising Doom (2003) (Narrator)
- Supremacy - Angel (2003)
- Final Chapter - The Wizard Queen (2004)
- Rob Rock - Holy Hell (2005)
- Dezperadoz - The Legend and the Truth (2006)
- Redkey - Rage of Fire (2006)
- Nuclear Blast Allstars - Into The Light (2007)
- Ayreon - Elected (EP) (2008)
- Revolution Renaissance - New Era (2008)
- Oliver Hartmann - III (2009)
- Bruce Kulick - BK3 (2010)
- H.E.A.T - Freedom Rock (2010)
- Revolution Renaissance - EP (2010)
- Various Artists - Rock for Japan (2011)
- Various Artists - Help! For Japan (2012)
- Pushking Community - One Shot Deal (2015)
- Hansen & Friends - XXX - Three Decades in Metal (2016)
- Ayreon - The Source (2017) (The Captain)
- Magnum - Lost on the Road to Eternity (2018)
- Magnum - Live at the Symphony Hall (2019) (Uncredited)
- Hartmann - 15 Pearls and Gems (2020)